# Zamia fairchildiana
Zamia fairchildiana är en kärlväxtart som beskrevs av Luis Diego Gómez. Zamia fairchildiana ingår i släktet Zamia och familjen Zamiaceae. IUCN kategoriserar arten globalt som nära hotad. Inga underarter finns listade i Catalogue of Life.

## Bildgalleri

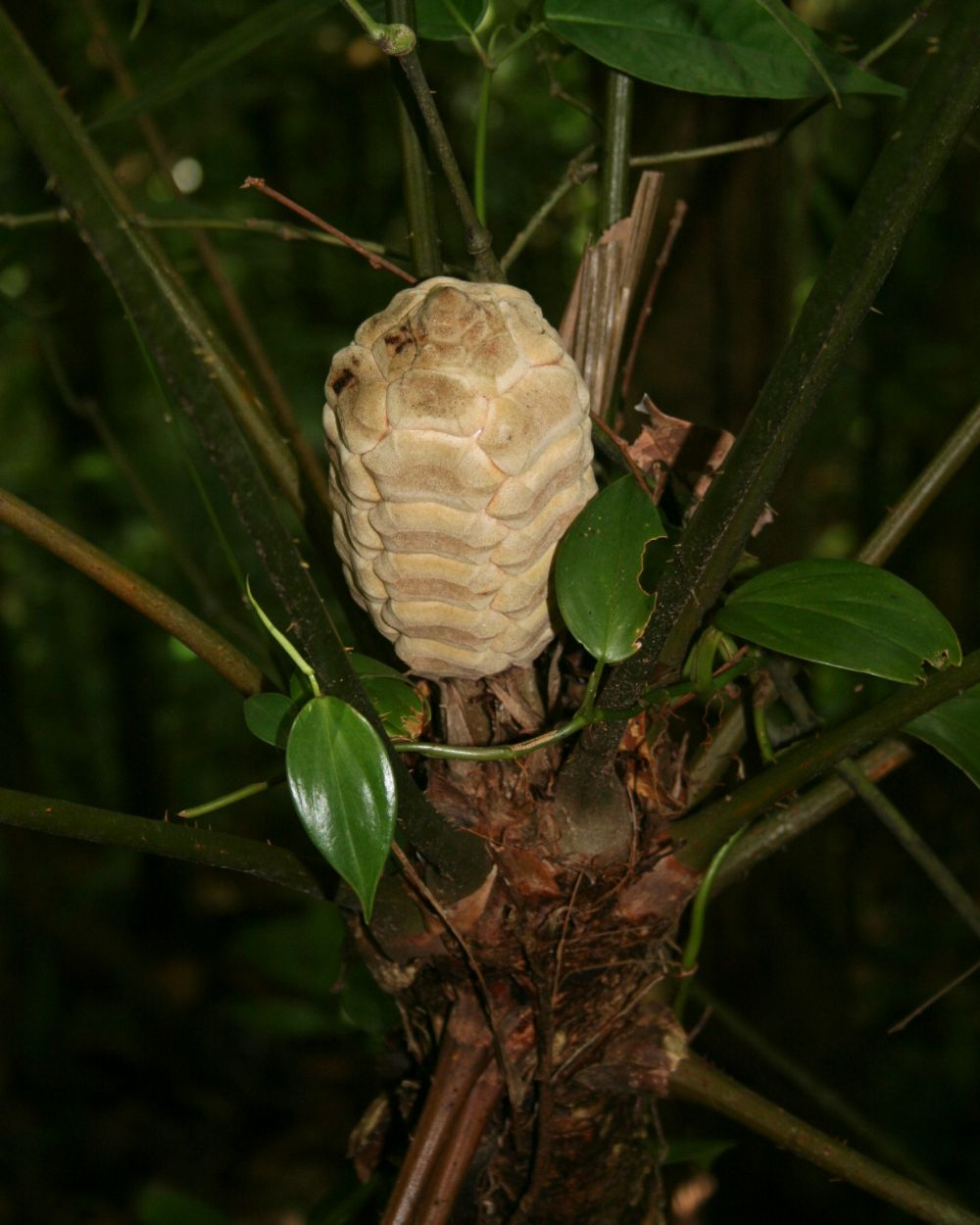
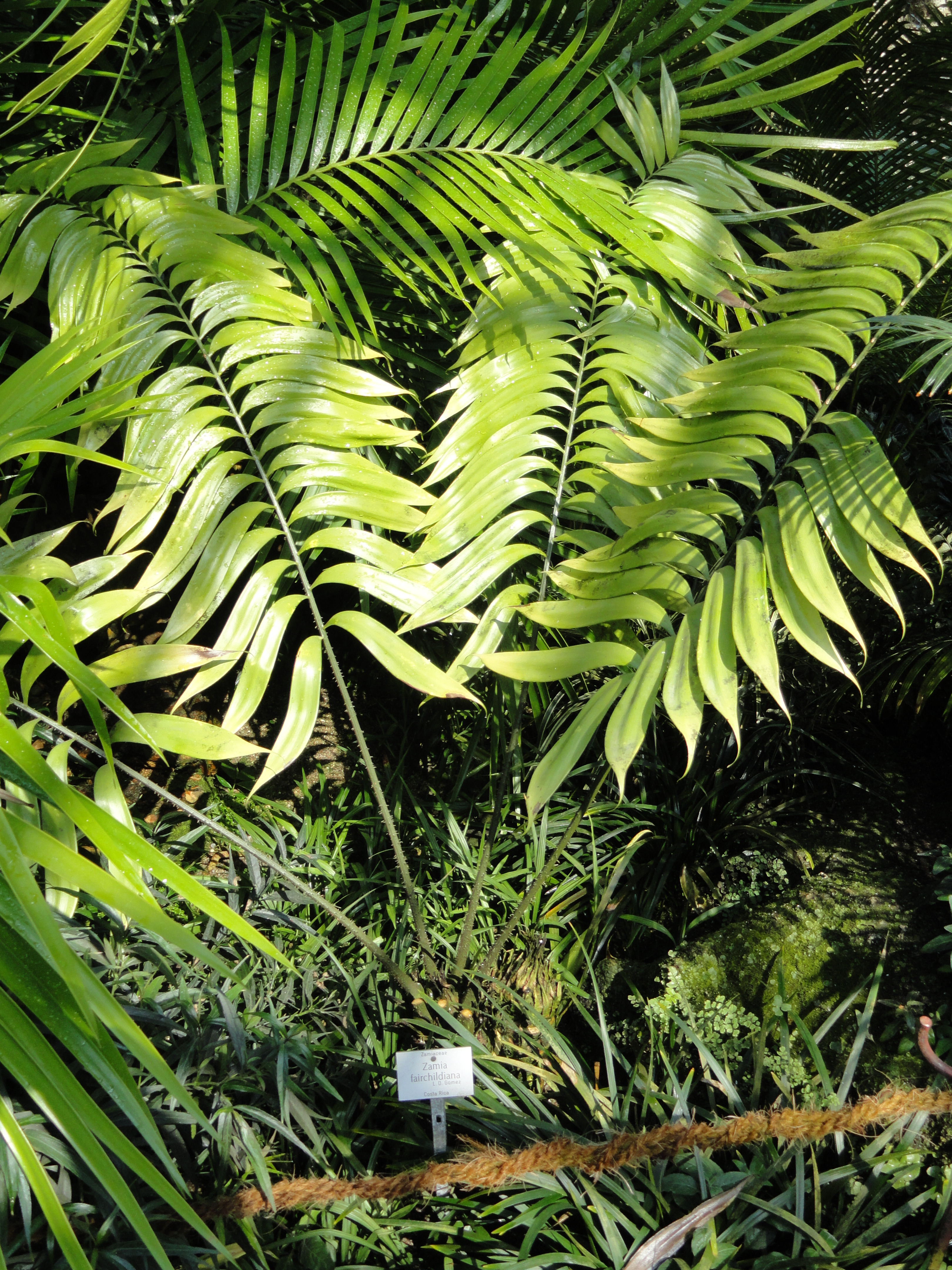